# Tomosvaryella wilburi
Tomosvaryella wilburi är en tvåvingeart som först beskrevs av Hardy 1939.  Tomosvaryella wilburi ingår i släktet Tomosvaryella och familjen ögonflugor. Inga underarter finns listade i Catalogue of Life.